# Toktarowo (Baszkortostan)
Toktarowo (ros. Токтарово) – wieś (dieriewnia) w Rosji, w Baszkortostanie, w rejonie miszkińskim. W 2021 liczyła 115 mieszkańców.